# Restituta Joseph
Restituta Joseph Kemi (sinh ngày 30 tháng 7 năm 1971 tại Singida) là một vận động viên chạy đường dài người Tanzania. Cô hai lần cầm cờ cho Tanzania tại lễ khai mạc Thế vận hội mùa hè: năm 2000 và 2004.
Cô là người chiến thắng năm 1997 và 1999 của cuộc đua Corrida de Langueux.

## Giải đấu quốc tế
| Năm                   | Giải đấu                          | Địa điểm                | Thứ hạng              | Nội dung              | Chú thích             |
| Representing Tanzania | Representing Tanzania             | Representing Tanzania   | Representing Tanzania | Representing Tanzania | Representing Tanzania |
| --------------------- | --------------------------------- | ----------------------- | --------------------- | --------------------- | --------------------- |
| 1998                  | World Cross Country Championships | Marrakech, Morocco      | 5th                   | Short race            |                       |
| 1998                  | World Cross Country Championships | Marrakech, Morocco      | 17th                  | Long race             |                       |
| 1999                  | World Cross Country Championships | Belfast, United Kingdom | 5th                   | Short race            |                       |
| 1999                  | World Cross Country Championships | Belfast, United Kingdom | 12th                  | Long race             |                       |
| 1999                  | World Championships               | Seville, Spain          | 13th                  | 10,000 m              |                       |
| 2000                  | World Cross Country Championships | Budapest, Hungary       | 22nd                  | Long race             |                       |
| 2000                  | World Cross Country Championships | Budapest, Hungary       | 10th                  | Team                  |                       |
| 2001                  | World Cross Country Championships | Ostend, Belgium         | 24th                  | Short race            |                       |
| 2001                  | World Cross Country Championships | Ostend, Belgium         | 8th                   | Team                  |                       |
| 2001                  | World Cross Country Championships | Ostend, Belgium         | 13th                  | Long race             |                       |
| 2001                  | World Cross Country Championships | Ostend, Belgium         | 9th                   | Team                  |                       |
| 2001                  | World Half Marathon Championships | Bristol, United Kingdom | 15th                  | Half marathon         |                       |
| 2002                  | Africa Military Games             | Nairobi, Kenya          | 2nd                   | 5000 m                |                       |

## Thành tích cá nhân tốt nhất
- 800 mét - 2: 08,31 phút (1996)
- 1500 mét - 4: 10.01 phút (2001)
- 3000 mét - 8: 44,28 phút (2001)
- 5000 mét - 15: 05,33 phút (2001)
- 10.000 mét - 31: 32,02 phút (1999)
- Bán marathon - 1:07:59 phút (2000)
- Marathon - 2:43:52 phút (2001)